# بطولة ويمبلدون 1970

## الكبار

### فردي رجال
جون نيوكومب هزم  كين روزوال, 5-7, 6-3, 6-2, 3-6, 6-1

### فردي سيدات
مارغريت سميث كورت هزم  بيلي جين كينغ, 14-12, 11-9

### زوجي رجال
جون نيوكومب و توني روتشي هزم  كين روزوال و فريد ستول, 10-8, 6-3, 6-1

### زوجي سيدات
روزماري كاسالس و بيلي جين كينغ هزم  فرانسيس دور و فيرجينيا ويد, 6-2, 6-3

### زوجي مختلط
إيلي ناستاسي و روزماري كاسالس هزم  أليكس ميترفيلي و أولغا موروزوفا, 6-3, 4-6, 9-7

## الشباب

### فردي أولاد
بايرون بيرترام هزم  فرانك جيبرت, 6-0, 6-3

### فردي بنات
شارون والش هزم  مارينا كروشينا, 8-6, 6-4

### زوجي أولاد
بدأت البطولة في سنة 1982

### زوجي بنات
بدأت البطولة في سنة 1982